# مؤسسه گیتستون
مؤسسه گِیْتستون اندیشکده محافظه‌کار آمریکایی مستقر در نیویورک است، که به خاطر انتشار مقالاتی در رابطه با سیاست خارجی آمریکا در خاورمیانه، به ویژه در ارتباط با  افراط‌گرایی اسلامی شناخته می شود.  این اندیشکده در سال ۲۰۰۸ توسط نینا روزنولد که رئیس آن است، تأسیس شد. جان بولتون سفیر سابق آمریکا در سازمان ملل متحد و مشاور امنیت ملی سابق آمریکا از سال ۲۰۱۳ تا مارس سال ۲۰۱۸ رئیس هیئت مدیره آن بود. رئیس کنونی هیئت مدیره آن امیر طاهری است.
گیتستون یک سازمان ضداسلامی است. این سازمان بابت انتشار مقالات دروغ یا نادرست که برخی از آنها به‌طور گسترده‌ای به اشتراک گذاشته شده، شناخته می شود.